# Anomotoma wilwerthi
Anomotoma wilwerthi là một loài bọ cánh cứng trong họ Cerambycidae.